# Anna Espinosa
Anna Espinosa este un personaj fictiv în serialul Alias, jucată de Gina Torres. Născută în Cuba, crescută în Rusia, Anna a fost un spion pentru Uniunea Sovietică la un moment dat, până ce acesta s-a prăbușit. Ea este de asemenea o urmăritoare devotată a lui Rambaldi, fapt evidențiat de tatuajul cu ochiul lui Rambaldi de pe mâna ei, încercând să-i găsească toate invențiile și profețiile. 
În sezonul 1, ea este rivala nemiloasă și persistentă a lui Sydney. A lucrat pentru K-Directorate, o organizație rivală SD-6, compusă din foști agenții operaționali din blocul estic, până când "Omul", adică Irina Derevko, a distrus organizația și a preluat controlul asupra agenților. După căderea organizației, Anna și-a înscenat moartea și a devenind independentă, oferindu-și aptitudinile de agent celui ce oferea mai mulți bani. 
Nu mai este văzută din nou până în sezonul 4, fiind angajată de Frontul Revoluționar Cadmus (o organizație crezută a fi formată din foști membri ai Legământului până când s-a descoperit că, de fapt, era o organizație ținută în viață de către Elena Derevko). Anna este însărcinată să fure o bombă chimică, dar, în schimb, ea elimină FRC după obținerea bombei. Ea îl salvează pe Julian Sark și plănuiește să vândă bomba, dar Sark o trădează și este capturată de către Sydney. De atunci se află în arest. 
S-a întors în serial în episodul 100, numit "There's Only One Sydney Bristow". Prophet Five, folosindu-se de oamenii de legătură din interiorul guvernului, a putut să o elibereze. După aceea, ea îl răpește pe Will într-o încercare de a o șantaja pe Sydney. Ea a reușit să obțină Pagina 47 a lui Rambaldi, unde era descrisă "Aleasa", o femeia care semăna cu Sydney. La sfârșitul episodului, probabil folosind Proiectul Helix, Prophet Five a transformat-o pe Espinosa într-o dublură a lui Sydney, după ce a fost obținută o mostră de ADN a celei din urmă. La acest moment, Jennifer Garner a preluat rolul Annei Espinosa. 
Prima întâlnire a echipei APO cu dublura a avut loc în Ghana, în episodul "30 Seconds" și a avut ca urmare uciderea lui Renée Rienne. În episodul următor ("I See Dead People"), Anna primește ordinul de a o înlocui pe Sydney, care era pe cale să se întâlnească cu Michael Vaughn. Anna încearcă să-l păcălească pe Vaughn, dar el își dă seama că ea este numai o impostoare, deși nu îi recunoaște adevărata identitate. Cei doi se luptă, dar când Anna începe să aibă un avantaj asupra lui Vaughn, ea este împușcată în spate și în cap de Sydney, care de-abia sosise. După aceea, Sydney se dă drept Anna în cadrul Prophet Five pentru o scurtă perioadă, inițial convingându-l pe Sloane că ea (Anna) a omorât-o pe Sydney, împușcând-o pe la spate. Sloane a conspirat la uciderea Annei, deoarece credea că Sydney nu meritase să fie ucisă astfel, dar, puțin mai târziu, și-a dat seama că (nu este dezvăluit cum exact) Sydney se dădea drept Anna. Se pare că Prophet Five a considerat-o pe Anna fie nefolositoare fie prea periculoasă pentru a fi lăsată în viață, întrucât au hotărât să o omoare de îndată ea și-a îndeplinit îndatorirea prevăzută de Rambaldi pentru "Aleasă" (aceea de a recupera un obiect din mănăstirea San Cielo).